# كريستوف بوركهارد
كريستوف بوركهارد (بالألمانية: Christoph Burkhard)‏ (19 نوفمبر 1984 بآيشاخ في ألمانيا - ) هو لاعب كرة قدم ألماني في مركز الدفاع. لعب مع ميونخ 1860 وSV Wacker Burghausen ‏ وTSV 1860 Munich II ‏.

## وصلات خارجية
- كريستوف بوركهارد على موقع قاعدة بيانات كرة القدم.إي يو (الإنجليزية)
- كريستوف بوركهارد على موقع بيانات كرة القدم. دي إي (الألمانية)
- كريستوف بوركهارد على موقع عالم كرة القدم.نت (الإنجليزية)